# Brivido crudele
Brivido crudele (Thorns) è romanzo di fantascienza del 1967 dello scrittore statunitense Robert Silverberg.
È stato candidato ad entrambi i maggiori riconoscimenti della letteratura fantascientifica, il Premio Hugo e il Premio Nebula.

## Storia editoriale
Il romanzo è stato scritto in due settimane, nel settembre del 1966, di ritorno da una convention a Cleveland, al termine di una calda estate durante la quale Silverberg aveva dovuto sottoporsi a una faticosa cura per problemi alla tiroide.
 L'opera è stata pubblicata nel 1967 e nel 1968 è stata candidata al Premio Hugo e al Premio Nebula.
Due dei protagonisti del romanzo, Prolisse e Malcondotto, devono il loro nome al commento tagliente di un critico italiano che, su una rivista letta da Silverberg durante la scrittura di Thorns, definiva "prolisso e mal condotto" lo stile dei suoi primi lavori pubblicati per la casa editrice Ace Books. I termini accesero la fantasia dello scrittore che li assegnò quali cognomi ai due personaggi.

## Trama
(Brivido crudele, Robert Silverberg)
Duncan Chalk è un potentissimo tycoon dell'intrattenimento che si nutre letteralmente del dolore degli altri. L'uomo si circonda di una schiera di accoliti e con il loro aiuto orchestra le vite degli altri traendo nutrimento dal dolore e dall'angoscia che riesce a causare. L'ultimo piano di Chalk prevede di far incontrare Minner Burris, un astronauta catturato e modificato chirurgicamente dagli alieni sul pianeta Manipol, con Lona Kelvin, una diciassettenne che è stata usata come donatrice di ovuli in un esperimento dal quale sono nati un centinaio di bambini, nessuno dei quali Lona ha potuto vedere. Il fallimento del loro rapporto, di cui Chalk è certo, gli darebbe cospicuo nutrimento psichico. Chalk, dopo aver segretamente fatto pedinare e spiato Lona e Burris, li contatta singolarmente proponendogli un patto. Burris, ritornato sulla Terra con il corpo e l'aspetto bizzarramente modificati dagli alieni, ha visto morire i suoi due compagni di viaggio, Prolisse e Malcondotto, e continua ad essere traumatizzato dell'esperienza. Il magnate promette a Burris di trasferire il suo cervello in un nuovo corpo, grazie a tecniche innovative, a patto che l'uomo frequenti per un certo periodo Lona. Contemporaneamente a Lona viene promessa l'adozione di due dei suoi figli, a patto che la ragazza frequenti Burris.
I due si conoscono in un ospedale nel quale Lona era stata ricoverata dopo un nuovo tentativo di suicidio e nel quale Burris era ospite per accertamenti medici e iniziano a frequentarsi. La compassione di Lona la attira verso lo sfortunato Burris mentre l'ex astronauta si comporta da Pigmalione nei confronti della ragazza; i due diventano ben presto amanti e partono per un Grand Tour norganizzato da Chalk con tappe in località turistiche in Antartide, sulla Luna e su Titano. Tuttavia le differenze culturali e caratteriali diventano evidenti e i due iniziano a litigare ferocemente; il termine di ogni lite li vede sempre più spossati e provati fino a quando su Titano i due decidono di separarsi.
Burris, si trattiene sul satellite di Saturno e qui, su iniziativa di Chalk, viene raggiunto da Elisa, la vedova di Prolisse. La donna è eccitata dal corpo di Burris ma la natura masochista della sua attrazione irrita l'uomo che la respinge inducendola al suicidio. Burris, profondamente scosso dalla morte di Elisa, ritorna sulla Terra e prende contatto con Lona che nel frattempo aveva stretto rapporti di amicizia con Melangio, un idiot savant alle dipendenze di Chalk. Da questi Lona viene a conoscenza della vera natura di Chalk che si nutre del dolore che le sue macchinazioni arrecano. Burris e Lona affrontano Chalk e, saturandolo con le emozioni frutto delle loro dolorose esperienze, lo uccidono. Burris convince la ragazza a seguirlo su Manipool, sperando che gli alieni modifichino entrambi, evolvendoli.

## Personaggi
Duncan ChalkDuecentottanta chili, potente magnate dell'intrattenimento. Si nutre letteralmente delle emozioni degli altri, in particolar modo del dolore, dell'angoscia e della rabbia.
Lona KelvinDiciassettenne, usata come donatrice per esperimenti di inseminazione artificiale. Non riesce a superare lo stress di essere madre di una centuria di figli ma di non poterne allevare nemmeno uno. Al centro delle morbose attenzioni della gente, tenta più volte il suicidio.
Minner BurrisEx astronauta quarantenne. Inviato con altri due compagni a esplorare il lontano pianeta Manipol, diventa l'oggetto di esperimenti alieni che ne modificano chirurgicamente il corpo, disumanizzandolo.
Leontes d'AmoreIl braccio destro di Chalk.
Tom NikolaidesDetto "Nick", lo scagnozzo di Chalk assegnato alla sorveglianza della giovane Lona.
Bart AoudadUno dei dipendenti di Chalk, impegnato a spiare Burris.
Elisa ProlisseLa moglie di uno dei due astronauti, compagni di viaggio di Burris, uccisi dagli alieni su Manipol. Invaghitasi dello sfortunato collega del marito, ha ucon questi una tormentata relazione, al termine della quale si suicida su Titano.
David MelangioQuarantenne con l'intelligenza di un bambino, l'idiot savant alle dipendenze di Chalk.
Marco ProlisseAstronauta compagno di viaggio di Minner Burris.
MalcondottoIl secondo astronauta, compagno di viaggio di Burris, anch'egli vittima, come Prolisse, dagli esperimenti alieni.

## Edizioni
- (EN) Robert Silverberg, Thorns, 1ª ed., New York, Ballantine Books, 1967.
- Robert Silverberg, Brivido crudele, traduzione di Renato Prinzhofer, Cosmo. Collana di Fantascienza n.15, Milano, Editrice Nord, 1972,  p. 194.
- Robert Silverberg, Brivido crudele, traduzione di Renato Prinzhofer, Classici Urania n.166, Milano, Mondadori, 1991,  p. 192.